# Тримбур, Анджела
Анджела Тримбур (англ. Angela Trimbur; род. 19 июля 1981) — американская актриса и художник, в первую очередь известна по своей роли Харли Дэвид в фильме ужасов Хэллоуин 2, режиссёра Роба Зомби, а также по роли Francine Krumitz в детективной драме C.S.I.: Киберпространство и по роли Тины в комедии Последние девушки.

## Личная жизнь
Тримбур родилась в Округе Бакс штат Пенсильвания, 19 июля , 1981. Она училась в средней школе в Neshaminy High School (англ.) в городе Лангхорн штат Пенсильвания Langhorne Pennsylvania (англ.), которую Анджела окончила в 1999 году. До посещения средней школы обучение Тримбур происходило на дому. Хотя она и выросла в семье в религиозной семье Свидетелей Иеговы, впоследствии она отказалась от этой веры Тримбур является членом баскетбольной команды Pistol Shrimps города Лос-Анджелес, в которой также состоит актриса Обри Плаза. Анджела также создала городскую танцевальную группу поддержки, задача которой — во время перерывов поддерживать публику и команды на женской баскетбольной лиге города Лос-Анджелес.
10 июля 2018 года Анджела сообщила на своей странице в Instagram, что ей констатировали рак груди.

## Карьера
Впервые Тримбур появилась на телевидении на канале MTV, где она участвовала в шоу Алчные экстремалы: «Дорожные правила экстрим» в тринадцатом сезоне. Она выступала заменой участницы Кины Дин, где её команда заработала финальный приз. Это шоу стало её первыми шагами актёрской карьеры, также в этой передаче Тримбур получила уроки начинающих каскадеров. Она также участвовала в Real World/Road Rules Challenge: Battle of the Sexes 2 (англ.).
Тримбур начала свою актёрскую карьеру в студенческом театре Playhouse West (учредитель театра Сэнфорд Мейснер (англ.)) художественного руководителя Роберта Карнеги, далее она продолжила своё обучение в театре Upright Citizens Brigade Theatre (англ.) (учредители театра Эми Полер,
Мэтт Уолш, Ян Робертс, Мэтт Бессер и другие.)
В 2003 году, теперь уже в качестве актрисы, Анджела появляется в 2003 году в сериале What Should You Do?, в эпизоде Изученные уроки в роли Бриджит. Затем последовала незначительная роль официантки Дженнифер в драме Sweet Judy Blue Eyes. Этот короткометражный фильм был получил награду лучший короткометражный фильм на кинофестивале в Беверли-Хиллз. В 2005 году она прошла кастинг на популярный сериал Красавцы, где сыграла в эпизоде The Sundance Kids в роли Джен. Также она сыграла роль в короткометражном фильме Plan B в роли Джинджер.
В 2006 году она снялась в комедии Any Night But Tonight — Pink Lemonade. 28 ноября 2006 она выступала в рекламной кампании видеоигры Pimp My Ride вместе с рэп-исполнителем Xzibit.
В 2007 году она снялась в роли второго плана в романтической комедии Здесь и сейчас. Далее она снимается в триллере Братство Крови, в котором она также сыграла роль второго плана играла. В триллере Заряженные Тримбур получила одну из главных ролей.
В 2008 году Анджела была приглашенной звездой на популярных сериалах Ханна Монтана и Imaginary Bitches. В этом же году на сыграла роль второго плана комедии с Float.
В 2009 Тримбур играет незначительную роль в драме Ника Агишвалиса Суровая жизнь Вероники Ламберт. Далее ей дают ведущую роль Бекки в короткометражном фильме Dry Trumble. И здесь она раскрыла полностью свой комедийный талант. И снова Тримбур появляется в качестве приглашенной звезды в сериале Рино 911 и Secret Girlfriend.
Общее признание пришло с фильмом ужасов Хэллоуин 2 в начале 2009 года, где она прошла кастинг на роль Харли, режиссёром фильма выступил легендарный музыкант Роб Зомби. В следующем году она сыграла второстепенную роль Сэси в 2010 в комедийном фильме Танец фрика. В этом же году Тримбур дебютировала в автобиографическом шоу в Лос-Анджелесе в театре Upright Citizens BrigadeUpright Citizens Brigade (англ.) в пьесе Trapped: Life As A Homeschooled Jehovah’s Witness, режиссёром пьесы стала Мэри Элизабет Эллис. Позднее, в 2011 году она снялась в фильме-драме Будущее The Future (англ.) режиссёра Миранды Джулай. А в 2013 Анджела приняла участие в драмо-комедии Короли лета  режиссёра Jordan Vogt-Roberts (англ.).
В 2015 году Тримбур получила роль второго плана — Тины — в комедии-ужасе Последние девушки режиссёра Todd Strauss-Schulson (англ.). 28 апреля 2015 года Comedy Central купил безымянный комедийный сериал, созданный Анджелой Тримбур, Амандой Лунд и Марией Бласуки, сюжет которого разворачивается вокруг неудачливой женской команды по баскетболу в Лос-Анджелесе.

## Фильмография
| Год       |    | Русское название                 | Оригинальное название                                   | Роль                              |
| --------- | -- | -------------------------------- | ------------------------------------------------------- | --------------------------------- |
| 2003      | с  |                                  | What Should You Do? (англ.)                             | Бриджит                           |
| 2003—2009 | с  | Рино 911                         | Reno 911! (англ.)                                       | Стрипер                           |
| 2004      | ф  |                                  | Sweet Judy Blue Eyes (англ.)                            | Дженнифер, официантка             |
| 2004—2011 | с  | Красавцы                         | Entourage (англ.)                                       | Джен                              |
| 2005      | тф |                                  | Plan B (англ.)                                          | Джинжер                           |
| 2006      | ф  |                                  | CollegeHumor Originals (англ.)                          | Пикок                             |
| 2006      | ф  |                                  | Any Night But Tonight (англ.)                           | Натали Пирс                       |
| 2007      | ф  | Здесь и сейчас                   | You Are Here (англ.)                                    | Сара                              |
| 2007      | ф  | Братство крови                   | Brotherhood of Blood (англ.)                            | Эвис Крайтон                      |
| 2007      | ф  | Заряженные                       | Loaded (англ.)                                          | Эми                               |
| 2008      | с  |                                  | Imaginary Bitches (англ.)                               | Анджела                           |
| 2008      | ф  |                                  | Float                                                   | Кристин                           |
| 2008      | с  | Ханна Монтана                    | Hannah Montana                                          | девушка                           |
| 2009      | ф  | Хэллоуин 2                       | Halloween II                                            | Харли Дэвид                       |
| 2009      | с  | Сообщество                       | Community (англ.)                                       | Ученица #2                        |
| 2009      | ф  |                                  | 5 Nights in Hollywood (англ.)                           | Пэйдж                             |
| 2009      | с  | Лига                             | The League (англ.)                                      | девушка Андреа                    |
| 2010      | ф  | Танец фрика                      | Freak Dance (англ.)                                     | Сэси                              |
| 2010      | ф  |                                  | Death by Fungus (англ.)                                 | девушка спелеолога                |
| 2010      | ф  |                                  | Ed Hardy Boyz: The Case of the Missing Sick Belt Buckle |                                   |
| 2010      | ф  | Извините                         | Exuse me                                                | Пэйдж                             |
| 2010—2012 | с  |                                  | CollegeHumor                                            |                                   |
| 2011      | ф  | Будущее                          | Future                                                  | регистратор в танцевальной студии |
| 2011      | ф  | Худший выпускной                 | Worst. Prom. Ever. (англ.)                              | Шэрон Валтершид                   |
| 2011      | ф  |                                  | The Original Monster Mash (англ.)                       |                                   |
| 2011      | ф  |                                  | Reunion (англ.)                                         | Молии                             |
| 2012      | с  |                                  | Epic Rap Battles of History (англ.)                     | Клеопатра                         |
| 2012      | ф  |                                  | Malibu Days (англ.)                                     |                                   |
| 2012      | с  |                                  | Mash Up                                                 |                                   |
| 2012—2013 | с  |                                  | First Dates with Toby Harris                            | Морган                            |
| 2013      | ф  | Короли лета                      | The Kings of Summer                                     | FacePaint                         |
| 2013      | с  | Трудоголики                      | Workaholics                                             | Дженни Тьма                       |
| 2013      | с  | Блудливая Калифорния             | Californication                                         | эпизодическая роль                |
| 2013      | ф  |                                  | Reg Rolled                                              | танцовщица                        |
| 2013      | с  | Дорогой доктор                   | Royal Pains                                             | Кики                              |
| 2013      | ф  |                                  | Fuck You, Mistletoe                                     | Жена Кита                         |
| 2013—2014 | с  | Парни с дня рождения             | The Birthday Boys (англ.)                               | эпизодические роли                |
| 2014      | ф  | Кремниевая долина                | Silicon Valley                                          | Лэнгдон                           |
| 2014      | с  | Десница Божья                    | Hand of God (англ.)                                     | Талия                             |
| 2014      | с  | Управление гневом                | Anger Management                                        | Дилон                             |
| 2014      | с  |                                  | Beef                                                    | Денис                             |
| 2014      | с  |                                  | Major Lazer (англ.)                                     | Пенни Вайтхолл                    |
| 2015      | ф  |                                  | Jingle Hit Factory: Detention                           | Мисисс Флорес                     |
| 2015      | ф  | Драматическое искусство: Комедия | The Dramatics: A Comedy                                 | актер блэкс бокс                  |
| 2015      | с  |                                  | Comedy Bang! Bang! (англ.)                              | Мелани Грэнж                      |
| 2015      | ф  | Последние девушки                | The Final Girls                                         | Тина                              |
| 2015      | ф  |                                  | Clown Service                                           | женщина                           |
| 2015      | с  | C.S.I.: Киберпространство        | CSI: Cyber                                              | Франсин Крумитз                   |
| 2015      | ф  |                                  | Quarter-Life Crisis                                     | Рэнди                             |
| 2015      | ф  |                                  | E.S.L.                                                  | Кристал                           |
| 2016      | ф  |                                  | Пожар на помойке                                        | Trash Fire / Изабель              |
| 2016      | с  | В лучшем мире                    | The Good Place                                          | Мэдисон                           |
| 2016      | ф  |                                  | Laid in America                                         | Эмбер                             |
| 2016      | ф  |                                  | I Love You Both                                         | Рэнди                             |
| 2016      | ф  | Так и гонять лысого              | Still Punching the Clown                                | Саша                              |
| 2016      | ф  | Психопаты                        | Psychopaths                                             | блондинка                         |
| 2017      | ф  |                                  | L.A. Times                                              | Симона                            |
| 2017      | ф  |                                  | Untitled Jenée LaMarque Comedy                          | Лу                                |